# Raville-sur-Sânon
Raville-sur-Sânon é uma comuna francesa na região administrativa de Grande Leste, no departamento de Meurthe-et-Moselle. Estende-se por uma área de 3,35 km². Em 2010 a comuna tinha 103 habitantes (densidade: 30,7 hab./km²).